# إدي جوردان
إدموند «إدي» جوردان (Eddie Jordan؛ ولد في 30 مارس 1948 في أيرلندا) مؤسس ومالك فريق جوردان غراند بري السابق، وهو أحد الشركات المصنعة التي شاركت في سباقات الفورمولا 1 بين عامي 1991 و 2005.
ولد جوردان في أيرلندا وعاش في مدينة براي. عمل أولاً لمصرف أيرلندا. ثم انتقل إلى جزيرة جيرزي للعمل حيث أعجب بسباقات الكارت. عند عودته لدبلن اشترى جوردان كارت وبدأ بالتسابق في عام 1970، وفاز ببطولة أيرلندا للكارت في العام التالي. في عام 1974 انتقل إلى فورمولا فورد لعامين حينما توقف مضطراً بسبب حادث. بعد تعافيه انتقل إلى فورمولا أتلانتيك وفاز بثلاثة سباقات في عام 1977 بالإضافة إلى بطولة أيرلندا للفورمولا أتلانتيك في عام 1978. في عام 1979 شارك في سباقات الفورمولا 3 البريطاني مع ستفان يوهانسون باسم «فريق أيرلندا». وفي نفس العام شارك مرة واحدة في الفورمولا 2 كما قام بالتجارب لماكلارن.
في نهاية عام 1979 أسس فريق «إدي جوردان ريسينغ». شارك في الفريق عام 1981 ديفيد لزلي وديفيد سيرز في وبالقرب من بريطانيا. وكان المتسابق الرئيسي للفريق في العام التالي جيمز ويفر. في عام 1987 انضم جوني هربرت إلى الفريق وفاز ببطولة الفورمولا 3 البريطانية. دخل جوردان كفريق في فورمولا 3000 أيضاً وحقق بعض الإنجازات مع هربرت ومارتين دونلي في عام 1988. هيمن الفريق على الفورمولا 3000 في الموسم التالي وفاز جين ألسي بالبطولة.
أسس فريق جوردان غراند بري في عام 1991. بدأ ميشائيل شوماخر مسيرته في الفورمولا 1 مع الفريق في أول موسم له هناك، ثم انتقل إلى بنتون بعد سباق واحد. كان عام 1998 الأفضل بالنسبة للفريق بعد انضمام ديمون هيل ورالف شوماخر للفريق حيث فاز بالمركزين الأول والثاني في سباق الجائزة الكبرى البلجيكية. وحصل سائق الفريق هاينز هارالد فرنتزن في عام 1999 على أفضل مركز لسائقي جوردان على الإطلاق وهو المركز الثالث. توقف فريقه عن المشاركة في الفورمولا 1 في عام 2005.

## روابط خارجية
- إدي جوردان على موقع IMDb (الإنجليزية)